# Rio Taquara
Der Rio Taquara ist zusammen mit seinem Oberlauf Ribeirão Taquarinha und Ribeirão Califórnia ein etwa 111 km langer linker Nebenfluss des Rio Tibaji im Norden des brasilianischen Bundesstaats Paraná.

## Etymologie und Geschichte
Taquara ist der Tupi-Begriff für Bambus beziehungsweise bambusähnliche Pflanzen, die in ganz Brasilien verbreitet vorkommen. Der Name wird häufig für Flüsse und auch für Ortschaften verwendet.

## Geografie

### Lage
Das Einzugsgebiet des Rio Taquara befindet sich auf dem Terceiro Planalto Paranaense (Dritte oder Guarapuava-Hochebene von Paraná).

### Verlauf
Das Quellgebiet des Ribeirão Califórnia liegt im Munizip Califórnia auf 807 m Meereshöhe am Rand des Stadtzentrums.
Der Fluss verläuft überwiegend in östlicher Richtung. Nach etwa 7 km und 200 Höhenmetern nimmt er ab der Einmündung des Rio da Varginha den Namen Rio Taquarinha (Kleiner Taquara) an. Weitere 13 km und 80 Höhenmeter tiefer wird er nach dem Zufluss des Ribeirão Jacucaca zum Rio Taquara. Hier erreicht er das Munizip Apucarana. Er fließt für etwa 13 km an dessen Grenze zu Marilândia do Sul, bevor er in der Nähe der Vila Rural de Guaravera das Munizip Londrina erreicht. Dieses durchfließt er etwa 30 km südlich des Stadtgebiets bis zu seiner Mündung von links in den Rio Tibaji. Er mündet auf 404 m Höhe. Er ist etwa 111 km lang.

### Munizipien im Einzugsgebiet
Am Rio Taquara liegen die vier Munizipien Califórnia, Apucarana, Marilândia do Sul und Londrina.

### Nebenflüsse
rechts  
- Água da Varginha
- Ribeirão Lima
- Ribeirão Faleiros
- Ribeirão Clementino
- Ribeirão Barranca Vermelha
- Ribeirão Gabriel da Cunha
- Ribeirão do Português
- Água do Itaí
- Córrego da Vera Cruz
- Água do Monjolinho

links  
- Água Bela Vista
- Ribeirão Jacucaca
- Ribeirão Juçara
- Córrego Pinhalzinho
- Ribeirão do Cerne
- Ribeirão Santa Branca
- Água do Gramadinho
- Água Três Bocas.[5]